# Песма Интервизијe 2025.
Песма Интервизиje 2025. (рус. Интервидение 2025) је међународно такмичење у песми које би требало да се одржи у Live Arena у Подмосковије, Русија, 20. септембра 2025. Организовано у складу са Указом председника РФ "о одржавању међународног музичког конкурса Интервизиja 2025. у Москви". Очекује се да ће на догађају учествовати представници земаља, пре свега из земаља БРИКС, ЗНД, Латинске Америке и Блиског истока, од којих ће свака имати по једног учесника. Конкурс је организован од стране Фонда за очување и подршку културној баштини и развоју националне и светске културе традиције уметности.

## Прича
Такмичење за песму Интервизиja првобитно је 1960-их организовала међународна организација за радио и телевизију (ОИРТ) као алтернативу такмичењу за Песму Евровизије за земље Источног блока, али је на крају прекинуто 1980. После 28 година, 2008. године одржано је још једно истоимено такмичење у песми.
Премијер Русије Михаил Мишустин је 2023. године објавио планове за одржавање конкурса Интервизиja у Санкт Петербургу, али је 21. марта 2024. године Влада Русије променила место одржавања у Москви.
3. фебруара 2025.године, председник Русије Владимир Путин је својим указом наредио да се врати песнички конкурс Интервизиja позивајући на конкурс пријатељске земље у циљу развоја међународне културне и хуманитарне сарадње. нНово такмичење такође мора, према речима руског сенатора Лилије Гумерове, промовисати праву музику и одбацити "лажне вредности које су туђе било којој нормалној особи. Учесници су позвани да нагласе поштовање традиционалних општечовечких, духовних и породичних вредности. Руски министар спољних послова Сергеј Лавров сугерисао је да би интервјуисање било без перверзије и злостављања људске природе, као што смо видели на Олимпијским играма у Паризу.
Према информацијама специјалног представника председника Русије за међународну културну сарадњу Михаила Швидкоја, конкурс Интервизија 2025. требало би да се одржи у Москви, а учествоваће око 20 земаља. Правила конкурса, као и лого конкурса Интервизија 2025., представила је БТРК.
Главна награда конкурса Интервизија 2025. је 300.000 евра.
Дана 12. јуна 2025. године, на Дан Русије, на Манежном тргу у Москви одржан је гала концерт «100 дана до Међународног музичког конкурса Интервизија 2025.». На догађају је свечано покренуто одбројавање, именовано је 20 земаља учесница, а први пут је представљен и први званични амбасадор Међународног музичког конкурса Интервизија 2025. Био је то заслужни уметник Русије Дима Билан.

## Земље учеснице
Према информацијама организатора, планирано је да се укључе земље из БРИКС-а, ШОС-а и СНД-а, као и оне које се односе на блиску иностранство, Латинску Америку и Централну Азију. Интерес за учешће у конкурсу Интервизиja 2025.  до сада је потврдило 20 земаља. У табели су наведене земље које су потврдиле учешће на фестивалу:
| Држава                    | Извођач(и)                     | Песма                 | Језик              |
| ------------------------- | ------------------------------ | --------------------- | ------------------ |
| Азербејџан                | Учешће у питању                | Учешће у питању       | Учешће у питању    |
| Белорусија                | Настја Кравченко               | «Мотылёк»             | Руски              |
| Венецуела                 | Омар Аседо                     | «La Fiesta de la Paz» | Шпански            |
| Вијетнам                  | Дук Фук                        |                       |                    |
| Египат                    | Мустафа Саад                   |                       |                    |
| Индија                    | Ускоро ће одлучити             | Ускоро ће одлучити    | Ускоро ће одлучити |
| Казахстан                 | Әмре                           |                       |                    |
| Катар                     | Дана Ал-Мир                    |                       |                    |
| Кина                      | Ускоро ће одлучити             | Ускоро ће одлучити    | Ускоро ће одлучити |
| Колумбија                 | Надија Гонгора                 |                       |                    |
| Куба                      | Cулема Иглесиас Саласар        | «Guaguancó»           | Шпански            |
| Киргистан                 | NOMAD                          | «Жалгыз сага»         | Киргиски           |
| Мадагаскар                | Denise и D-Lain                |                       |                    |
| Уједињени Арапски Емирати | Ускоро ће одлучити             | Ускоро ће одлучити    | Ускоро ће одлучити |
| Русија                    | Shaman                         | «Прямо по сердцу»     | Руски              |
| Саудијска Арабија         | Зеjна Имад                     |                       |                    |
| Србија                    | Слободан Тркуля & Балканополис |                       |                    |
| Сједињене Америчке Државе | Ускоро ће одлучити             | Ускоро ће одлучити    | Ускоро ће одлучити |
| Таџикистан                | Фаррух Хасанов                 |                       |                    |
| Узбекистан                | Шохрух Мирзо Ганиев            |                       |                    |
| Јужноафричка Република    | Ускоро ће одлучити             | Ускоро ће одлучити    | Ускоро ће одлучити |